# Jesse Green
Locksley Alphonso Green, más conocido como Jesse Green (Parroquia de Saint James, Jamaica; 5 de julio de 1948) es un músico jamaicano de reggae y música disco, reconocido internacionalmente por haber lanzado en 1976 el sencillo de Nice And Slow.
Cuando era niño, Jesse asistió a la Escuela Primaria de Denham Town, y desde ese entonces quedó completamente fascinado con la música, y comenzó a escuchar sistemas de sonido.
Jesse fue un miembro de la banda The Pionners y en los inicios de los años 1970, contribuyó como baterista para el cantante de reggae Jimmy Cliff. Poco tiempo después, decidió tener una carrera como solista. El suceso que lo hizo saltar a la fama en la escena musical a nivel internacional fue el lanzamiento del sencillo de Nice And Slow, lanzado en 1976. Posteriormente lanzó otros dos sencillos, Flip y Come With Me, pero poco a poco, Jesse fue perdiendo popularidad.